# بيرمين شتراسر
بيرمين شتراسر (بالألمانية: Pirmin Strasser)‏ هو لاعب كرة قدم نمساوي في مركز حراسة المرمى، ولد في 16 أكتوبر 1990 في لينتس في النمسا. شارك مع منتخب النمسا تحت 19 سنة لكرة القدم ومنتخب النمسا تحت 21 سنة لكرة القدم. أما مع النوادي، فقد لعب مع نادي ألميريا ب ونادي رييد ونادي غروديغ.

## وصلات خارجية
- بيرمين شتراسر على موقع الاتحاد الأوربي (الإنجليزية)
- بيرمين شتراسر على موقع قاعدة بيانات كرة القدم.إي يو (الإنجليزية)
- بيرمين شتراسر على موقع Soccerway.com (الإنجليزية)
- بيرمين شتراسر على موقع عالم كرة القدم.نت (الإنجليزية)